# Заречье (Ушомирская сельская община)
Заречье (укр. Заріччя) — село на Украине, основано в 1879 году, находится в Коростенском районе Житомирской области.
Код КОАТУУ — 1822386003. Население по переписи 2001 года составляет 229 человек. Почтовый индекс — 11571. Телефонный код — 4142. Занимает площадь 1,256 км².

## Адрес местного совета
11571, Житомирская область, Коростенский р-н, с.Ушомир, ул.Березюка, 17